# Anisodes pulverentula
Anisodes pulverentula là một loài bướm đêm trong họ Geometridae.